# Vido
Vido (griechisch Βίδο [ˈviðɔ], eigentlich to Nisi tou Bido το Νήσι του Βίδο ‚die Insel des Guido’, ältere Bezeichnungen Ptychia (altgriechisch Πτυχία), Ireou Nisos Ηραίου Νήσος, Agios Stefanos Άγιος Στέφανος oder Nisi tis Irinis Νησί της Ειρήνης ‚Insel des Friedens’) ist eine kleine Insel vor der Stadt Korfu, rund 1,2 km nördlich des alten Hafens. Sie dient heute im Wesentlichen als Naherholungsgebiet der Inselhauptstadt und ist ein Ausflugsziel für Korfu-Touristen.
Der antike Name Ptychia ist unter anderem von Thukydides, Plinius dem Älteren und Stephanos von Byzanz überliefert. Thukydides identifizierte das Eiland mit dem Ort eines Heratempels (daher der Name Ireou Nisos ‚Insel des Heratempels‘), auf dem der athenische General Eurymedon während des Peloponnesischen Krieges nach dem Sieg über die Korfioten die Oligarchen der Insel festsetzte, um sie unversehrt nach Athen zu schiffen, aber auf Grund einer List ihrer korfiotischen Gegner, die sie zur Flucht überreden ließen, an die Bevölkerung der Insel auslieferte.

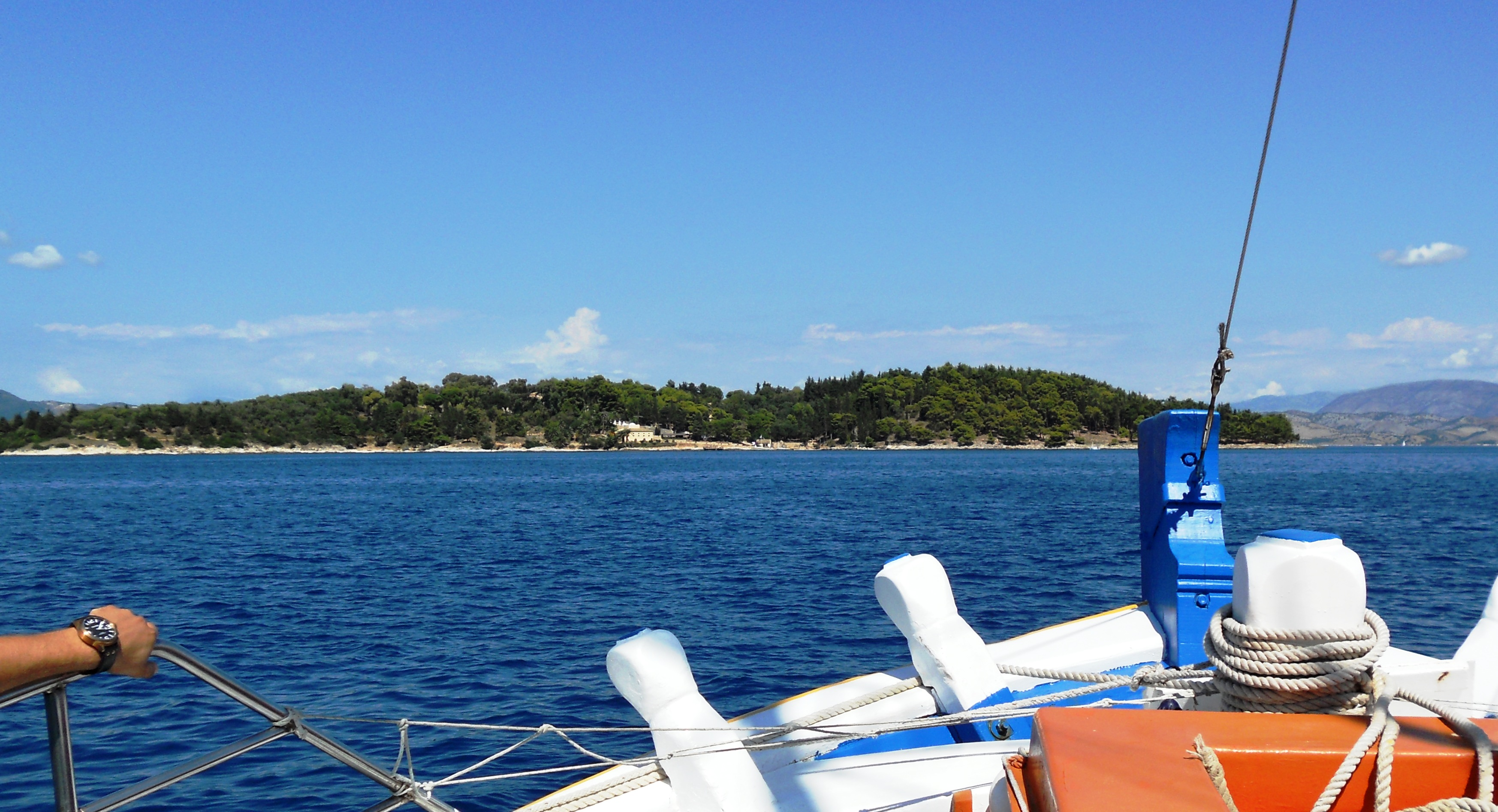
Insel Vido

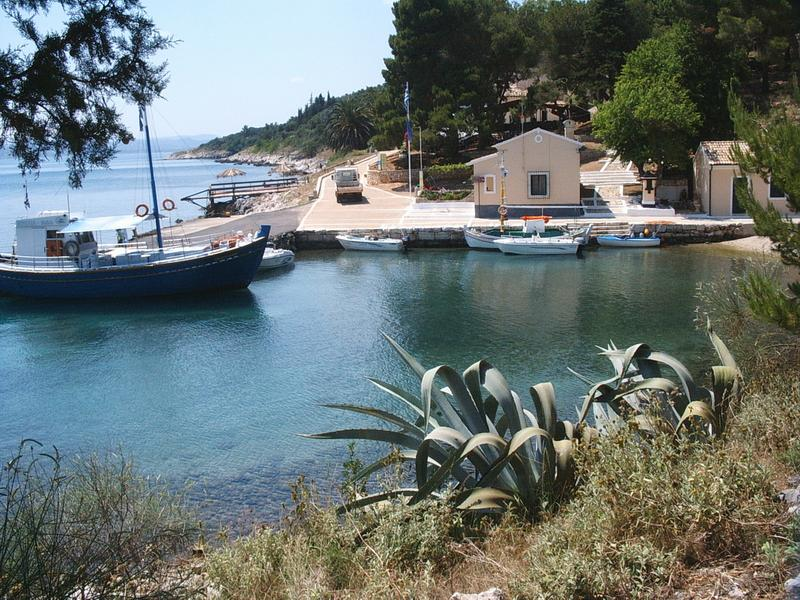
Der heutige Hafen Vidos

Um das Jahr 80 wurde die Insel zum Ausgangspunkt der Christianisierung Korfus: Zwei Missionare, die Heiligen Jason und Sosipatros, sollen hier die erste, dem Heiligen Stephan geweihte Kirche Korfus errichtet haben und von ihr aus Korfu christianisiert haben. Der Archont von Korfu, Kerkillinos, soll sie verfolgt und gefangen genommen haben, der von ihnen bekehrte Gefängniswärter Antonios, der daraufhin das Martyrium erlitt und in der Kirche beigesetzt wurde, gilt als erster Märtyrer Korfus. Nach dieser Kirche des Heiligen Stephan trug die Insel bis ins Mittelalter den Namen Agios Stefanos.
Unter venezianischer Herrschaft wurde zunächst ein Theodoros Skalitis mit der Insel belehnt, nach dessen Tod gelangte sie in den Besitz des venezianischen Adligen Pietro Malipiero und später von dessen Sohn Guido, von dem der heutige Name der Insel stammt. Später wurde die Familie Pierri-Chalkiopoulou Eigentümerin der Insel, die damals mit Wein und Olivenanbau ein gutes Einkommen ermöglichte.
Das Osmanische Reich benutzte die Insel bei seinen Eroberungsversuchen Korfus als Basis für die vergebliche Bombardierung der Stadt. Dennoch maßen die Venezianer der Insel keine größere strategische Bedeutung zu, erst Johann Matthias von der Schulenburg fasste Pläne zu einer Befestigung der Insel, die 1727 in Angriff genommen wurden, aber über eine kleine Festung im Nordwesten der Insel nicht hinausgingen, die später den Namen Ochyro Schoulembourg (‚Schulenburg-Festung‘) erhielt.

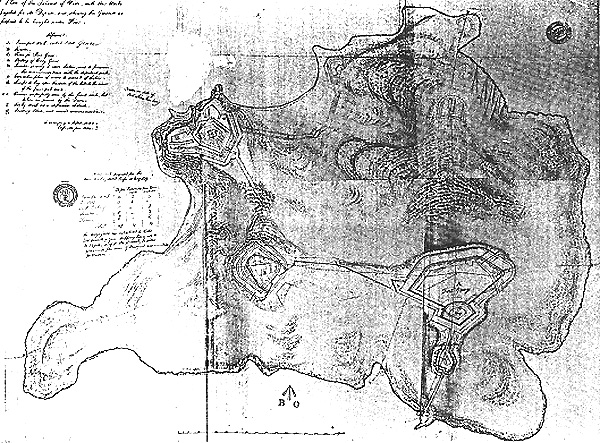
Plan der Insel anlässlich der Neu-Befestigung durch die Briten

Erst das napoleonische Heer begann nach der Eroberung Korfus 1797, die Insel systematisch zu einem Stützpunkt für 450 Soldaten auszubauen, wobei die alte Stephanskirche zerstört wurde. Die russische Intervention auf Korfu verhinderte jedoch die Vollendung auch dieser Pläne. Bei der Eroberung Korfus durch die russische Marine spielte die heiß umkämpfte Insel Vido eine Schlüsselrolle. Ihre Eroberung am 18. Februar 1799 brach den Widerstand der Franzosen, die große Verluste erlitten und sich bald darauf aus Korfu zurückzogen. Nach ihrer Rückkehr nach Korfu 1807 begannen die französischen Militärs mit der Renovierung der Schulenburg-Festung und der Errichtung von drei großen Befestigungsbauten auf der Insel. Ohne weitere Kriegshandlungen fiel Korfu 1814 unter britische Herrschaft, was zum völligen Neubau der Befestigungsanlagen auf dem neuesten Stand der Militärarchitektur führte. Die Briten untersuchten auch die Ruine der alten Stephanskirche und fanden ein altes Mosaik und Reste eines älteren Vorgängerbaus der Kirche.
Mit dem Anschluss der Republik der Ionischen Inseln an den griechischen Staat war vertraglich die Entmilitarisierung der Insel verbunden: 1864 wurden die Waffen von der Insel gebracht und die Militäranlagen geschleift. Damit war die Insel eine Ruinenlandschaft ehemaliger Festungen, einige Ställe jedoch haben sich erhalten und werden heute als Restaurant genutzt. 1898 wurde wieder eine landwirtschaftliche Station auf der Insel gegründet, und 1912 begannen drei Geschäftsleute, die Insel als Naherholungsgebiet mit Bademöglichkeit auszubauen.

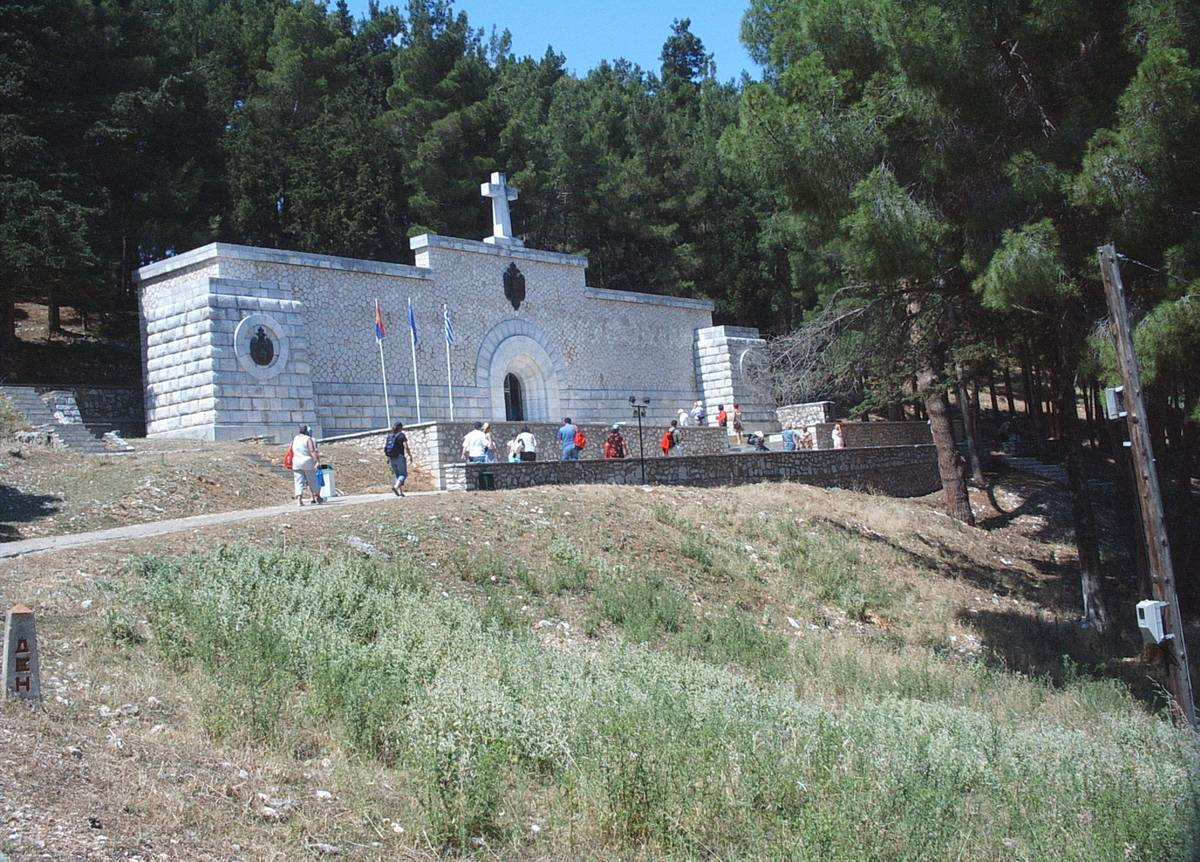
Das Mausoleum für die auf Vido verstorbenen Serben

1916 wurde die Insel ein Schauplatz des Ersten Weltkriegs: 130.000 serbische Soldaten flohen vor den Österreichern und fanden Schutz zwischen den Ruinen der englischen Festungen auf Vido. Krankheiten reduzierten ihre Zahl um etwa 30.000. 1936 wurde zum Gedenken an die hier verstorbenen Serben ein Mausoleum als Gedenkstätte errichtet.
1918 wurde auf der Insel ein Gefängnis eingerichtet, 1929 begann man mit der Errichtung eines neuen Gotteshauses über den Mauern der alten Stefanskirche, das 1944 wieder von deutschen Truppen zerstört wurde.
Seit 1985 ist die Gemeinde Korfu für die Insel verantwortlich. Neben dem Wiederaufbau der Kirche und der Einrichtung von touristischer Infrastruktur, die die beiden Strände der Insel versorgt, wurde das inzwischen wieder baumbestandene Eiland zum Naherholungsgebiet ausgebaut.